# دايسوكي ناكاجيما
دايسوكي ناكاجيما (باليابانية: 中嶋大祐 ) (و. 1989  م) هو مهندس، وسائق سيارة سباق ياباني، ولد في أوكازاكي، آيتشي.

## التعليم
تعلم في جامعة أوياما كاكوين ‏.

## روابط خارجية
- دايسوكي ناكاجيما على موقع DriverDB.com (الإنجليزية)